# Soajo
Soajo ist eine Kleinstadt (Vila) und eine Gemeinde im Peneda-Gerês Nationalpark, im Distrikt Viana do Castelo, in Portugal.

## Geschichte
Funde belegen eine vorgeschichtliche Besiedlung, darunter Felsmalereien und verschiedene Antas (Anta do Mezio) und Mámoas. Erstmals urkundlich erwähnt wurde Soajo im Jahr 950. In den königlichen Erhebungen von 1258 wird es als eigenständiger Kreis geführt.

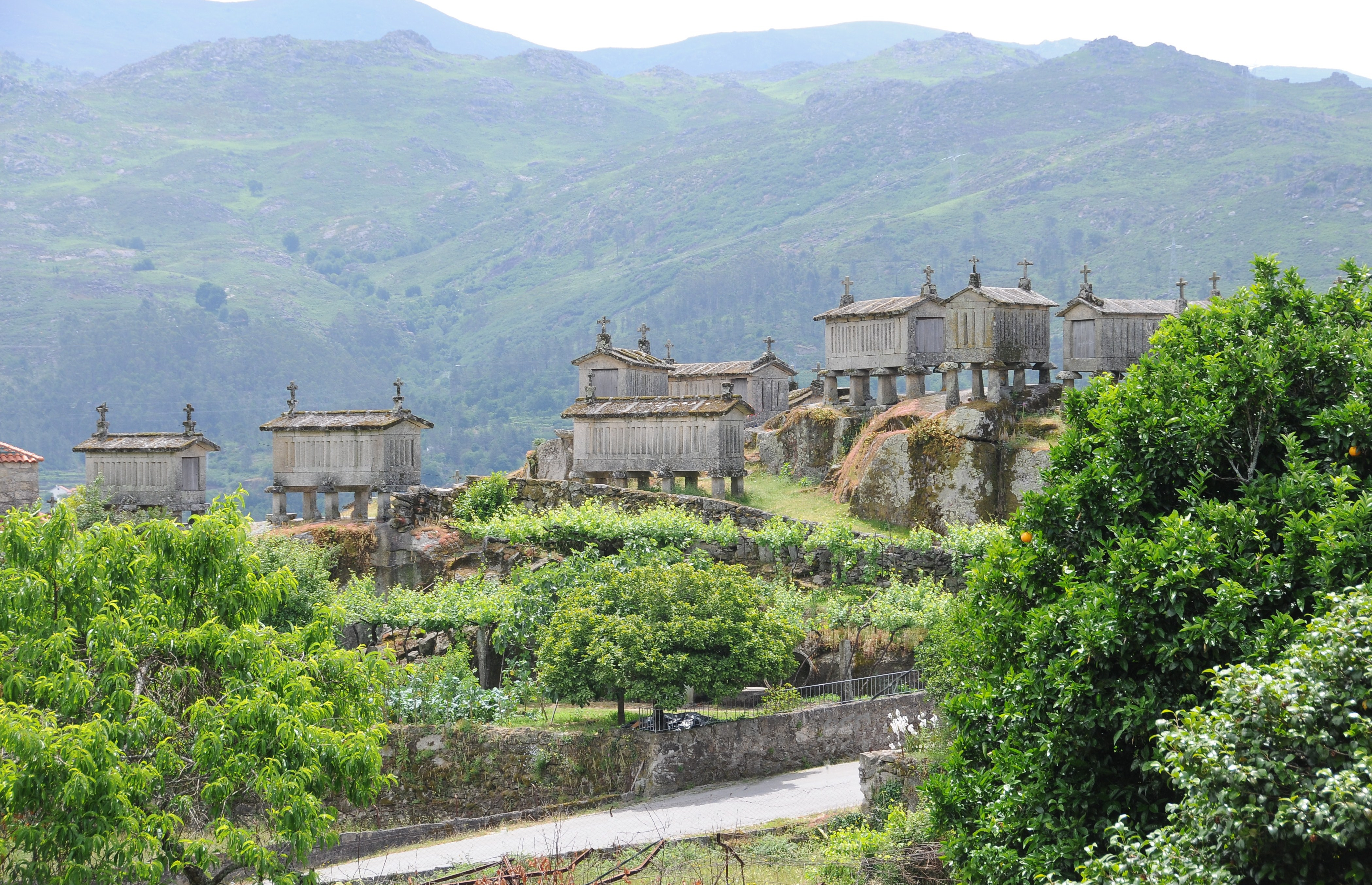
Traditionelle Espigueiros (Speicher)
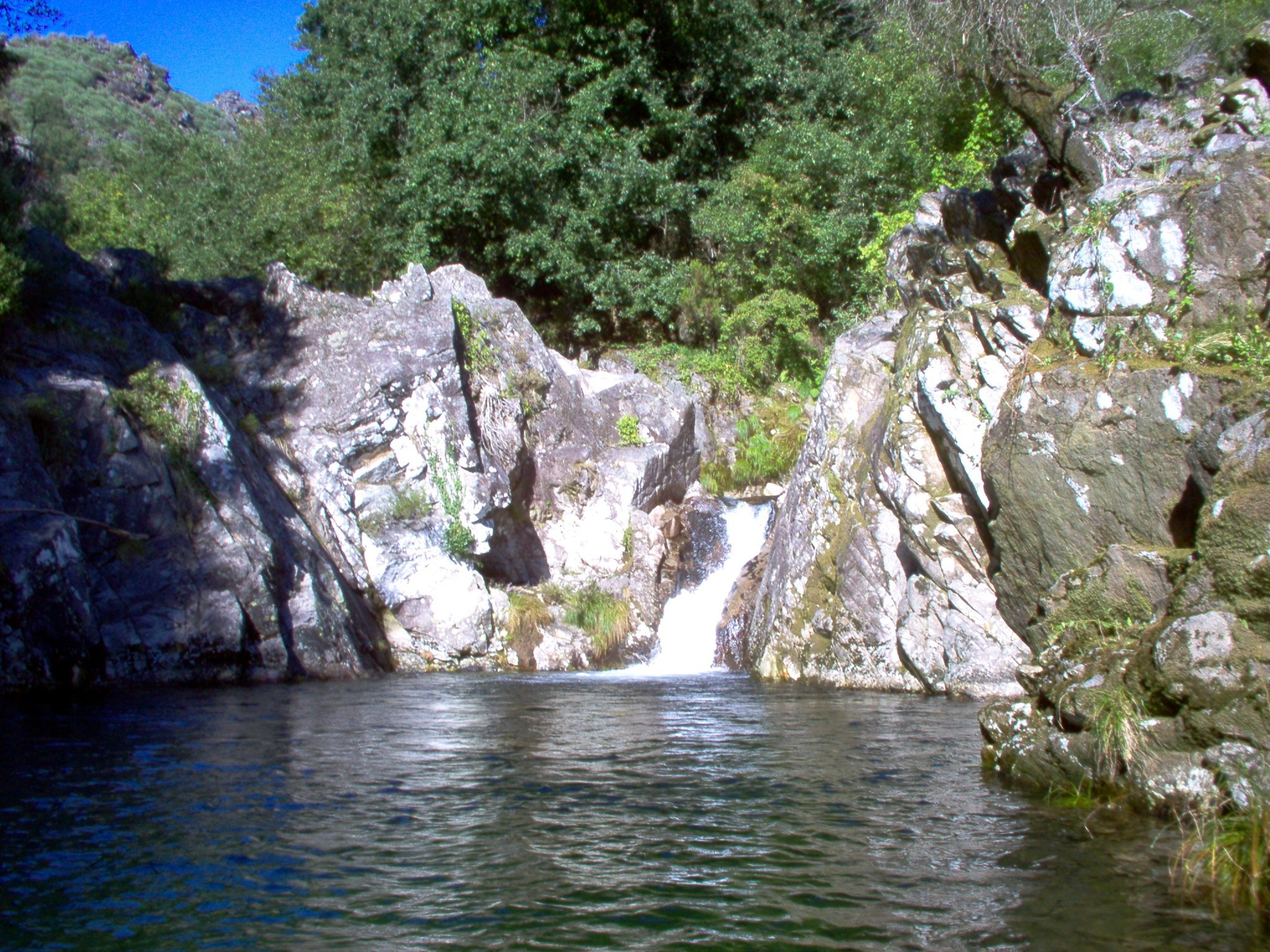
Wasserfall im Adrão bei Soajo

König D. Manuel I. gab dem Ort 1514 Stadtrechte und erhob ihn zur Kleinstadt (Vila). Im Restaurationskrieg unterstützte die Bevölkerung Soajos die portugiesischen Truppen gegen die spanischen Kräfte bei den Gefechten an der Burg von Lindoso im Jahr 1657.
Im Verlauf der Verwaltungsreformen nach der Liberalen Revolution 1822 und dem folgenden Miguelistenkrieg wurde der Kreis Soajo 1852 aufgelöst und Arcos de Valdevez angegliedert.

## Verwaltung
Soajo ist eine Gemeinde (Freguesia) im Kreis (Concelho) von Arcos de Valdevez, im Distrikt Viana do Castelo. In ihr leben 670 Einwohner (Stand 19. April 2021). Ihren Sitz hat sie in der Ortschaft Eiró.
Folgende Ortschaften liegen in der Gemeinde Soajo:
- Adrão
- Aqui Del Rei
- Bairros
- Campo Grande
- Caneiro
- Carreiras
- Costa Velha
- Coucieiro
- Covelo
- Cruzeiros
- Cunhas
- Eira do Penedo
- Eiró
- Fontelas
- Fraga da Mó
- Lage
- Paradela
- Raposeira
- Regadas
- Rio Bom
- Teso
- Torre
- Vale do Ninho
- Várzea
- Veiga
- Vilar de Suente
- Vilarinho das Quartas

## Söhne und Töchter der Gemeinde
- Abílio Rodas de Sousa Ribas (1931–2025), Ordensgeistlicher, Bischof von São Tomé und Príncipe